# Final do Campeonato Europeu de Futebol Sub-21 de 2017
A final do Campeonato Europeu de Futebol Sub-21 de 2017 foi realizada em 30 de junho no Stadion Cracovia, na cidade Cracóvia, Polónia.
A Alemanha conquistou o título pela segunda vez, após vencer o jogo por 1–0.

## Caminho até a final
| Grupo C   | J | V | E | D | GP | GC | SG | Pts |
| --------- | - | - | - | - | -- | -- | -- | --- |
| Itália    | 3 | 2 | 0 | 1 | 4  | 3  | +1 | 6   |
| Alemanha  | 3 | 2 | 0 | 1 | 5  | 1  | +4 | 6   |
| Dinamarca | 3 | 1 | 0 | 2 | 4  | 7  | −3 | 3   |
| Tchéquia  | 3 | 1 | 0 | 2 | 5  | 7  | −2 | 3   |

| Grupo B            | J | V | E | D | GP | GC | SG | Pts |
| ------------------ | - | - | - | - | -- | -- | -- | --- |
| Espanha            | 3 | 3 | 0 | 0 | 9  | 1  | +8 | 9   |
| Portugal           | 3 | 2 | 0 | 1 | 7  | 5  | +2 | 6   |
| Sérvia             | 3 | 0 | 1 | 2 | 2  | 5  | −3 | 1   |
| Macedônia do Norte | 3 | 0 | 1 | 2 | 4  | 11 | −7 | 1   |

## Partida
| 30 de junho   | Alemanha   | 1 – 0     | Espanha | Stadion Cracovia, Cracóvia                  |
| 20:45 (UTC+2) | Weiser 40' | Relatório |         | Público: 14 059 Árbitro: FRA Benoît Bastien |

| Alemanha | Espanha |

| ALEMANHA:      |    |                    |     |     |
|                |    |                    |     |     |
| G              | 12 | Julian Pollersbeck |     |     |
| LD             | 2  | Jeremy Toljan      |     |     |
| Z              | 5  | Niklas Stark       | 52' |     |
| Z              | 15 | Marc-Oliver Kempf  |     |     |
| LE             | 3  | Yannick Gerhardt   |     |     |
| V              | 19 | Janik Haberer      | 50' | 82' |
| M              | 17 | Mitchell Weiser    |     |     |
| M              | 7  | Max Meyer          | 78' |     |
| M              | 10 | Maximilian Arnold  | 47' |     |
| M              | 11 | Serge Gnabry       |     | 81' |
| A              | 22 | Maximilian Philipp |     | 87' |
| Substituições: |    |                    |     |     |
| M              | 18 | Nadiem Amiri       |     | 81' |
| M              | 21 | Dominik Kohr       |     | 82' |
| M              | 20 | Levin Öztunalı     |     | 87' |
| Treinador:     |    |                    |     |     |
| Stefan Kuntz   |    |                    |     |     |

| ESPANHA:       |    |                   |     |     |
|                |    |                   |     |     |
| G              | 1  | Kepa Arrizabalaga |     |     |
| LD             | 2  | Héctor Bellerín   |     |     |
| Z              | 4  | Jorge Meré        |     |     |
| Z              | 5  | Jesús Vallejo     | 89' |     |
| LE             | 19 | Jonny Castro      |     | 51' |
| M              | 8  | Saúl Ñíguez       | 43' |     |
| M              | 22 | Marcos Llorente   | 54' | 83' |
| M              | 6  | Dani Ceballos     |     |     |
| A              | 11 | Marco Asensio     |     |     |
| A              | 12 | Sandro            |     | 71' |
| A              | 7  | Gerard Deulofeu   |     |     |
| Substituições: |    |                   |     |     |
| LE             | 3  | José Luis Gayà    |     | 51' |
| A              | 15 | Iñaki Williams    |     | 71' |
| A              | 9  | Borja Mayoral     |     | 83' |
| Treinador:     |    |                   |     |     |
| Albert Celades |    |                   |     |     |

| Melhor em campo: Mitchell Weiser Bandeirinhas: FRA Frédéric Haquette FRA Hicham Zakrani Quarto árbitro: SVK Ivan Kružliak Bandeirinhas adicionais: FRA Benoît Millot FRA Jérôme Miguelgorry |

### Estatísticas
| Geral               | Alemanha | Espanha |
| ------------------- | -------- | ------- |
| Gols marcados       | 1        | 0       |
| Finalizações totais | 18       | 13      |
| Finalizações no gol | 4        | 1       |
| Defesas             | 1        | 3       |
| Posse de bola       | 41%      | 59%     |
| Escanteios          | 4        | 12      |
| Faltas cometidas    | 16       | 12      |
| Impedimentos        | 1        | 1       |
| Cartões amarelos    | 4        | 3       |
| Cartões vermelhos   | 0        | 0       |